# College Hockey America
La College Hockey America (CHA) (español: Hockey Universitario América) era una de las 6 conferencias de hockey sobre hielo de División I de la NCAA. El hockey sobre hielo femenino es el único deporte que se practicaba en la conferencia. Las universidades miembros de esta conferencia competían en otras conferencias para el resto de deportes.

## Miembros
Estaba formada por los siguientes equipos femeninos:
| Institución                          | Localización      | Tipo    | Equipo        | Año de Unión | Conferencia Principal     |
| ------------------------------------ | ----------------- | ------- | ------------- | ------------ | ------------------------- |
| Universidad de Mercyhurst            | Erie, PA          | Privada | Lakers        | 2002         | Northeast Conference      |
| Universidad de Siracusa              | Siracusa NY       | Privada | Orange        | 2008         | Atlantic Coast Conference |
| Universidad de Lindenwood            | St. Charles, MO   | Privada | Lions         | 2012         | Ohio Valley Conference    |
| Universidad Estatal de Pensilvania   | State College, PA | Pública | Nittany Lions | 2012         | Big Ten Conference        |
| Instituto de Tecnología de Rochester | Henrietta, NY     | Privada | Tigers        | 2012         | Liberty League (D-III)    |
| Universidad Robert Morris            | Moon Township, PA | Privada | Colonials     | 2023         | Horizon League            |

## Historia
Se fundó en el verano de 1999 con los equipos masculinos de sus 7 miembros fundadores:
- Academia Militar de los Estados Unidos
- Academia de la Fuerza Aérea de los Estados Unidos
- Universidad de Alabama en Huntsville
- Universidad Estatal de Bemidji
- Universidad de Findlay
- Universidad de Niágara
- Universidad Estatal Wayne

En la temporada 2002-03 se incorporaron los primeros equipos femeninos (Findlay, Niagara, Wayne State, y Mercyhurst).
La Academia Militar de los Estados Unidos abandonó la conferencia para incorporarse a Atlantic Hockey en 2003.
La Academia de la Fuerza Aérea de los Estados Unidos abandonó la conferencia para incorporarse a Atlantic Hockey en 2006.
La Universidad de Findlay y la Universidad Estatal Wayne suspendieron sus programas de hockey sobre hielo en 2004 y 2008.
El equipo femenino de la universidad de Syracuse se incorporó en 2008.
En la temporada 2010-11, los equipos masculinos de las universidades de Niágara y Robert Morris se incorporaron a la Atlantic Hockey  mientras que la Universidad Estatal de Bemidji lo hizo en la Western Collegiate Hockey Association y la Universidad de Alabama pasó a competir como independiente. De esta manera, la CHA se convierte a partir de esa temporada en una conferencia exclusivamente femenina. 
En la temporada 2011-12, la Universidad Estatal Wayne abandona su programa de hockey sobre hielo femenino y, por lo tanto, se retira de la conferencia.
En la temporada 2012-13 se incorporan los equipos de la Universidad Estatal de Pensilvania, que ha decidido elevar el estado de su programa de hockey sobre hielo desde club de estudiantes a programa oficial (varsity) de División I, del Instituto de Tecnología de Rochester, que cambia el estado de su equipo desde División III a División I, y de la Universidad de Lindenwood, que competía en la NAIA, mientras que abandona la conferencia la Universidad de Niágara, que cancela su programa de hockey hielo femenino.
Después de la temporada 2020-21, Robert Morris cerró sus equipos de hockey sobre hielo masculino y femenino debido al impacto financiero de COVID-19. Una campaña de recaudación de fondos posterior tuvo el éxito suficiente para que la universidad reincorporara a ambos equipos a partir de la temporada 2023-24.
En junio de 2023 se anunció la fusión de College Hockey America con Atlantic Hockey dando lugar a Atlantic Hockey America en 2024.

## Campeonatos de la conferencia

### Categoría femenina
| Temporada | Campeón       | Subcampeón | Resultado de la final |
| --------- | ------------- | ---------- | --------------------- |
| 2013-2014 | RIT           | Mercyhurst | 2-1 (OT)              |
| 2012-2013 | Mercyhurst    | Syracuse   | 4-1                   |
| 2011-2012 | Robert Morris | Mercyhurst | 3-2                   |
| 2010-2011 | Mercyhurst    | Syracuse   | 5-4                   |
| 2009-2010 | Mercyhurst    | Syracuse   | 3-1                   |
| 2008-2009 | Mercyhurst    | Wayne      | 6-1                   |
| 2007-2008 | Mercyhurst    | Wayne      | 2-1                   |
| 2006-2007 | Mercyhurst    | Wayne      | 4-1                   |
| 2005-2006 | Mercyhurst    | Niágara    | 6-2                   |
| 2004-2005 | Mercyhurst    | Niágara    | 4-1                   |
| 2003-2004 | Mercyhurst    | Niágara    | 3-1                   |
| 2002-2003 | Mercyhurst    | Findley    | 1-0                   |

### Categoría masculina
| Temporada | Campeón           | Subcampeón        | Resultado de la final |
| --------- | ----------------- | ----------------- | --------------------- |
| 2009-2010 | Alabama-Hunsville | Niágara           | 3-2                   |
| 2008-2009 | Bemidji           | Robert Morris     | 3-2                   |
| 2007-2008 | Niágara           | Bemidji           | 3-2                   |
| 2006-2007 | Alabama-Hunsville | Robert Morris     | 5-4                   |
| 2005-2006 | Bemidji           | Niágara           | 4-2                   |
| 2004-2005 | Bemidji           | Alabama-Hunsville | 3-0                   |
| 2003-2004 | Niágara           | Bemidji           | 4-3                   |
| 2002-2003 | Wayne             | Bemidji           | 3-2                   |
| 2001-2002 | Wayne             | Alabama-Hunsville | 5-4                   |
| 2000-2001 | Wayne             | Alabama-Hunsville | 4-1                   |
| 1999-2000 | Niágara           | Alabama-Hunsville | 4-1                   |